# João Cabral de Melo Neto
João Cabral de Melo Neto GCC • GOSE • OMC (Recife, 9 de janeiro de 1920 – Rio de Janeiro, 9 de outubro de 1999) foi um poeta e diplomata brasileiro. Sua obra poética, que vai de uma tendência surrealista até a poesia popular, porém caracterizada pelo rigor estético, com poemas avessos a confessionalismos e marcados pelo uso de rimas toantes, inaugurou uma nova forma de fazer poesia no Brasil. É considerado o maior poeta de língua portuguesa por escritores como Mia Couto.
Foi agraciado com vários prêmios literários, entre eles o Prêmio Neustadt, tido como o Nobel Americano, sendo o único brasileiro galardoado com tal distinção, e o Prêmio Camões. Quando morreu, em 1999, especulava-se que era um forte candidato ao Prêmio Nobel de Literatura.
Irmão do historiador Evaldo Cabral de Mello e primo do poeta Manuel Bandeira e do sociólogo Gilberto Freyre, João Cabral foi amigo do pintor Joan Miró e do poeta Joan Brossa. Casou-se com Stela Maria Barbosa de Oliveira, em fevereiro de 1946, com quem teve os filhos Rodrigo, Inez, Luiz, Isabel e João. Depois, em 1986, casou-se pela segunda vez, com a poetisa Marly de Oliveira.
O escritor foi membro da Academia Pernambucana de Letras (embora não tenha comparecido a nenhuma reunião como acadêmico, nem mesmo a sua posse) e da Academia Brasileira de Letras.

## Biografia
João Cabral de Melo Neto nasceu em Pernambuco, na cidade de Recife, a 9 de Janeiro de 1920. Ingressou aos dez anos no Colégio de Ponte d’Uchoa, dos Irmãos Maristas. Cabral de Melo era admirador do futebol, chegando a sagrar-se campeão juvenil pelo Santa Cruz.

Posse de João Cabral de Mello Neto na ABL.

Começou a trabalhar aos dezessete anos, na Associação Comercial de Pernambuco e, no ano seguinte, passou a frequentar a roda literária do tradicional Café Lafayette de Pernambuco.
Mudou-se nos anos 1940 para o Rio de Janeiro, onde conheceu diversos intelectuais, dentre eles Carlos Drummond de Andrade. Aos 25 anos, prestou concurso no Itamaraty, ingressando, em dezembro de 1945, na carreira diplomática.
Em 1952, quando o Partido Comunista do Brasil estava na ilegalidade, João Cabral foi acusado de criar uma "célula comunista" no Itamaraty, junto com mais quatro diplomatas (Antônio Houaiss, Amaury Banhos Porto de Oliveira, Jatyr de Almeida Rodrigues e Paulo Cotrim Rodrigues Pereira), sendo todos afastados do órgão por Getúlio Vargas em despacho de 20 de março de 1953. Conseguiram retornar ao serviço em 1954, após recorrerem ao Supremo Tribunal Federal.
No Supremo Tribunal Federal, João Cabral de Melo Neto foi defendido pelo advogado José Guimarães Menegale, que afirmou:
“Antes de recapitularmos, para arrematar estas razões, que a gravidade da espécie alongou, consignaremos, afinal, esta afirmação enfática e definitiva: JOÃO CABRAL DE MELO NETO não professa a ideologia comunista. Repele a acusação, não em som de ultraje pessoal, mas por figurar torpeza, com que a vilania dos intrigantes interesseiros o quer enlear, ferir e prejudicar na carreira que abraçou e em que já prestara ao Brasil os serviços de sua viva inteligência, de sua cultura política e artística, de seu singelo e fecundo patriotismo. Nem por atos anteriores à punição, nem por manifestação subsequentes poderão inquiná-lo de tal”.
Foi eleito membro da Academia Brasileira de Letras em 15 de agosto de 1968, e empossado em 6 de maio de 1969, recebido por José Américo de Almeida. Ocupou a cadeira 37, antes ocupada pelo jornalista Assis Chateaubriand. Quando faleceu, foi sucedido pelo crítico literário Ivan Junqueira.
Debilitado pela cegueira e com crises de depressão, João Cabral morreu em 1999.

## Sobre sua obra

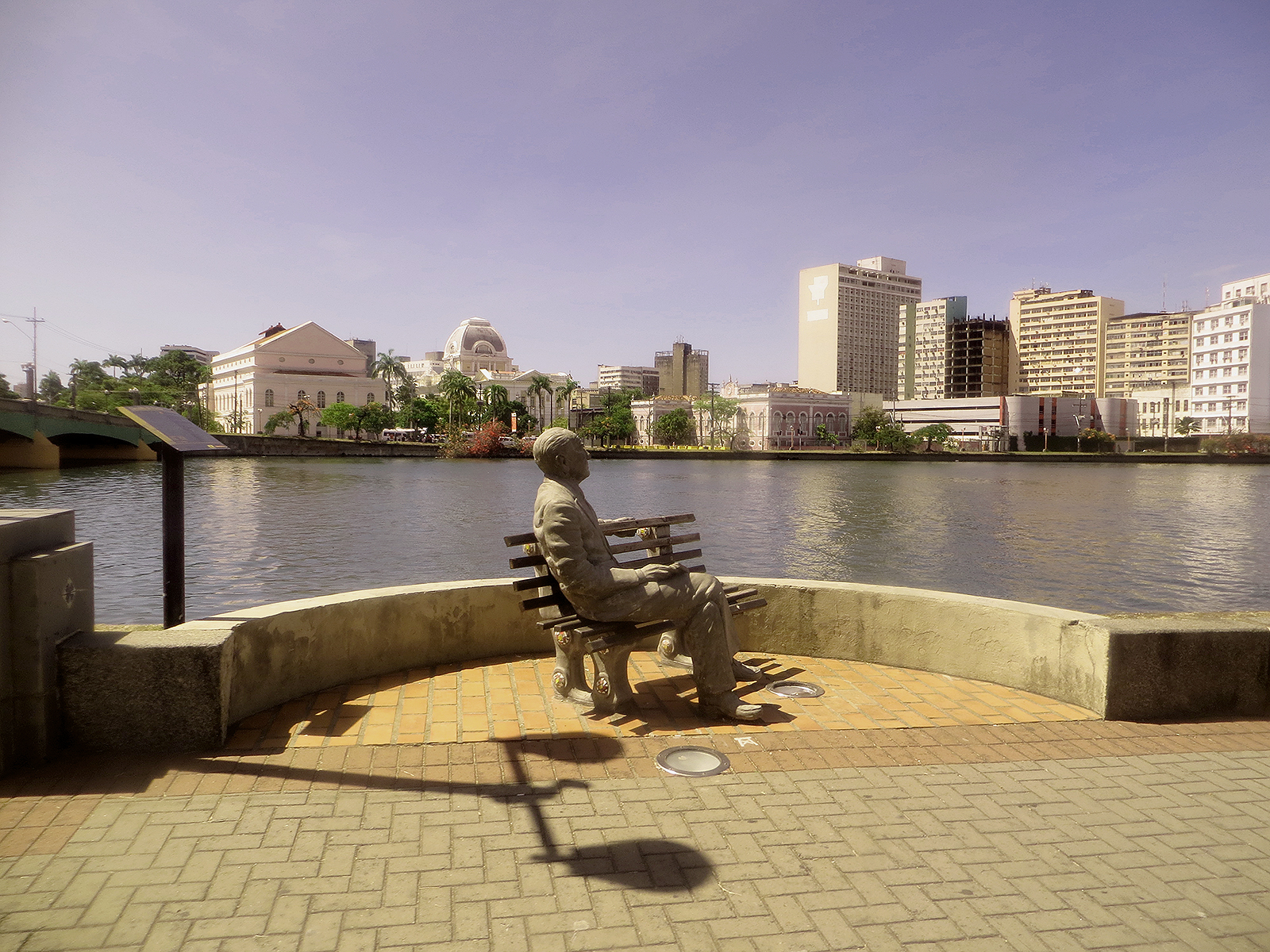
Estátua de João Cabral de Melo Neto no Recife.

Na poesia de Cabral percebem-se algumas dualidades antitéticas, trabalhadas com um certo barroquismo e à exaustão. Entre espaço e tempo, entre o dentro e o fora, entre o maciço e o não-maciço, entre o masculino e o feminino, entre o Nordeste desértico e a Andaluzia fértil, ou entre a Caatinga desértica e o úmido Pernambuco. É uma poesia que causa algum estranhamento a quem espera uma poesia emotiva, pois seu trabalho é basicamente cerebral e "sensacionista", buscando uma poesia construtivista e comunicativa, objetiva.
Embora exista uma tendência surrealista em seus poemas, principalmente nos iniciais, como em Pedra do Sono, buscando uma poesia que fosse também expressiva, Melo Neto não precisa recorrer ao pathos ("paixão") para criar uma atmosfera poética, fugindo de qualquer tendência romântica, mas busca uma construção elaborada e pensada da linguagem e do dizer da sua poesia, transformando toda a percepção em imagem de algo concreto e relacionado aos sentidos, principalmente ao do tato, como pode-se perceber bem em Uma faca só lâmina. Neste poema, Cabral apresenta a imagem da faca através da sensação de vazio que a facada deixa na carne, contrastando com a própria faca sólida que a corta.
Algumas palavras são usadas sistematicamente na poesia deste autor: cana, pedra, osso, esqueleto, dente, gume, navalha, faca, foice, lâmina, cortar, esfolado, baía, relógio, seco, mineral, deserto, asséptico, vazio, fome. Coisas sólidas e sensações táteis: uma poesia do concreto.

### Pedra do Sono
Primeiro livro de poemas de Melo Neto, Pedra do Sono é uma seleção de poemas com forte teor surrealista. Dentre os temas principais estão a descrição de estados oníricos, "lunares", revelando o interesse do jovem Cabral pelos estados fronteiriços entre o sono e a vigília. Pedra do Sono foi mais tarde criticado pelo próprio Cabral. Abandonando lentamente os elementos imagéticos simbolistas e surrealistas, Cabral várias vezes expressou a importância na poesia de apresentar a imagem, em lugar de sugerir atmosferas. Ora, em Pedra do Sono as atmosferas são importantíssimas.  As atmosferas nebulosas, meditativas, muitas das quais em lugares enclausurados, não estavam em desconexão com a literatura de seu tempo e de romances anteriores, algumas das quais sobreviveram da obra posterior de Cabral, assim como de poemas que buscam pintar o efeito delirante de uma contemplação. Anos mais tarde, Cabral criticará sua tendência nesse livro de pintar atmosferas, em lugar de falar diretamente. Essa tendência continuará em parte em seu segundo livro, Os Três Mal-Amados. Nessa obra Cabral coloca três personagens a falar, cada um representando um estado diverso de apreensão do mundo.

## Obras
- Pedra do Sono (1941)
- Os Três Mal-Amados (1943)
- O Engenheiro (1945)
- Psicologia da Composição com a Fábula de Anfion e Antiode (1947)
- O Cão sem Plumas (1950)
- O Rio ou Relação da Viagem que Faz o Capibaribe de Sua Nascente à Cidade do Recife (1953)
- Paisagens com figuras (1955)
- Morte e Vida Severina (1955)
- Uma faca só lâmina (1955)
- Quaderna (1959)
- Dois Parlamentos (1960)
- Serial (1961)
- A Educação pela Pedra (1965)
- Museu de Tudo (1974)
- A Escola das Facas (1980)
- Auto do Frade (1984)
- Agrestes (1985)
- Crime na Calle Relator (1987)
- Primeiros Poemas (1990)
- Sevilha Andando (1990)

## Prêmios e Condecorações
- Grande-Oficial da Ordem Militar de Sant'Iago da Espada de Portugal (26 de novembro de 1987)[16]
- Prêmio Camões — 1990[17]
- Neustadt International Prize for Literature — 1992
- Prêmio Reina Sofía de Poesía Iberoamericana — 1994
- Grã-Cruz da Ordem Militar de Cristo de Portugal (9 de junho de 1998)[16]